# تامارا کاردوسو
تامارا کاردوسو (انگلیسی: Tamara Cardoso؛ زادهٔ ۱۹ مارس ۱۹۹۳) بازیکن فوتبال اهل لوکزامبورگ است.
وی همچنین در تیم ملی فوتبال Luxembourg بازی کرده‌است.